# Pomacentrus nigriradiatus
Pomacentrus nigriradiatus là một loài cá biển thuộc chi Pomacentrus trong họ Cá thia. Loài này được mô tả lần đầu tiên vào năm 2017.

## Từ nguyên
Từ định danh được ghép bởi hai âm tiết trong tiếng Latinh: nigro ("đen") và radiatus ("có tia"), hàm ý đề cập đến những tia màu đen trên các vây của loài cá này.

## Phạm vi phân bố và môi trường sống
P. nigriradiatus được tìm thấy ngoài khơi các đảo quốc ở Nam Thái Bình Dương. Loài này đã được quan sát và ghi nhận tại Nouvelle-Calédonie (bao gồm cả quần đảo Loyauté), Vanuatu, Rotuma, Wallis và Futuna và quần đảo Samoa; nhiều khả năng P. nigriradiatus cũng xuất hiện ở Fiji và Tonga nhưng không có ghi nhận của chúng tại hai vị trí này. P. nigriradiatus được quan sát và thu thập ở độ sâu khoảng từ 8 đến 20 m.

## Mô tả
Chiều dài lớn nhất được ghi nhận ở P. nigriradiatus là 8,7 cm. Cơ thể của P. nigriradiatus có màu nâu xám. Vảy cá có viền đen tạo thành kiểu hình mắt lưới trên thân của chúng. Đầu có các chấm màu xanh tím quanh ổ mắt. Gốc vây ngực có đốm đen. Các tia vây ở phía sau của vây lưng, vây hậu môn và vây đuôi màu đen sẫm.
Số gai ở vây lưng: 13; Số tia vây ở vây lưng: 14–15; Số gai ở vây hậu môn: 2; Số tia vây ở vây hậu môn: 14–15; Số tia vây ở vây ngực: 17–18; Số gai ở vây bụng: 1; Số tia vây ở vây bụng: 5.

## Phân loại học
P. nigriradiatus thuộc phức hợp loài Pomacentrus philippinus, được phân biệt với các loài còn lại trong phức hợp bởi màu đen ở các tia vây phía sau của vây lưng, vây hậu môn và vây đuôi.

## Sinh thái học
Thức ăn của P. nigriradiatus là tảo và các loài động vật phù du. Cá đực có tập tính bảo vệ và chăm sóc trứng.